# Faculté d'études islamiques de Sarajevo
La Faculté d'études islamiques est l'une des 25 facultés de l'université de Sarajevo, la capitale de la Bosnie-Herzégovine. Elle a été fondée en 1977.

## Histoire
La faculté est une ancienne école de droit musulman.

## Bâtiment
Le bâtiment de la faculté est inscrit sur la liste provisoire des monuments nationaux de Bosnie-Herzégovine.

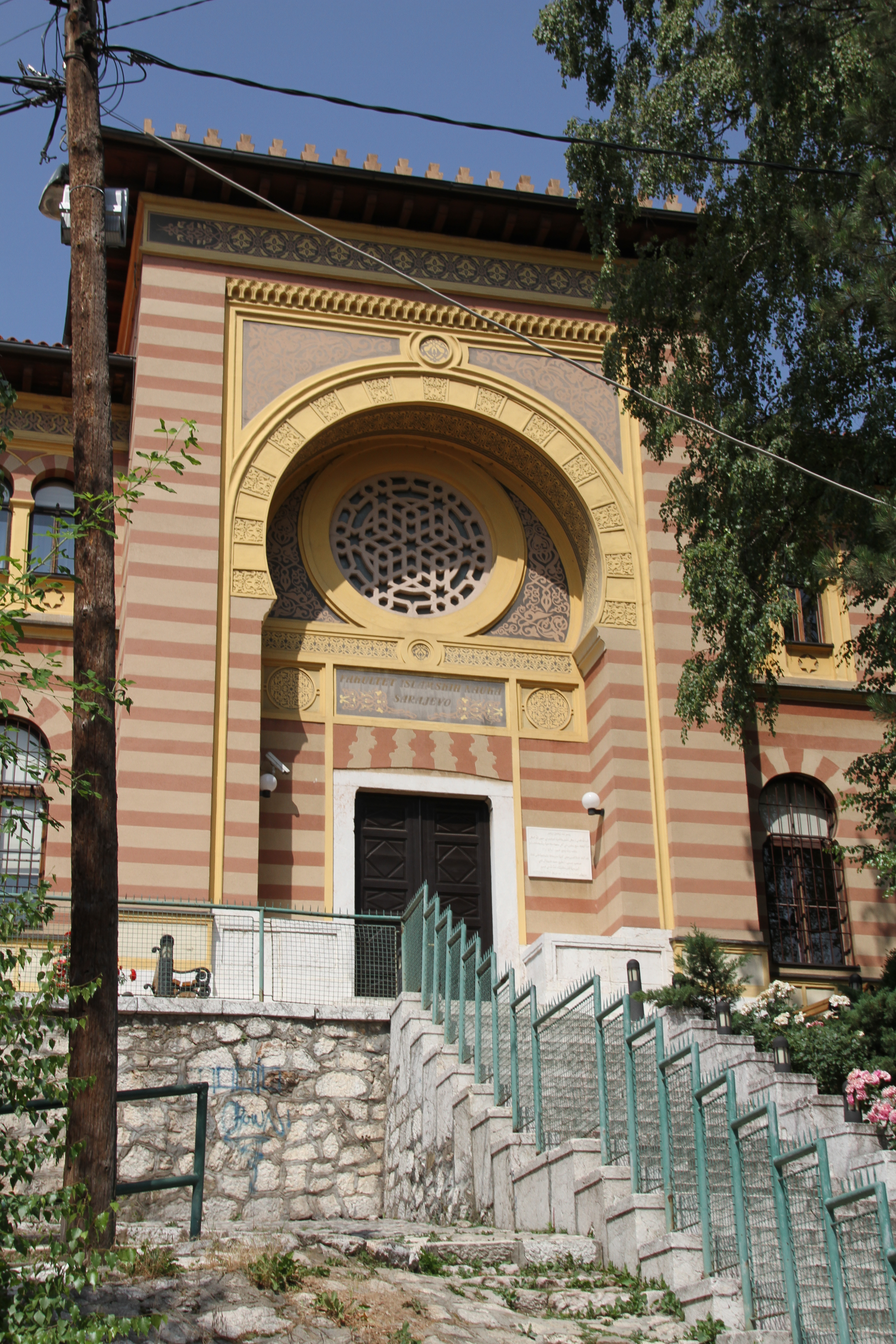
L'entrée de la faculté